# Poród główki sposobem Mauriceau-Veita-Smelliego
Poród główki sposobem Mauriceau-Veita-Smelliego – metoda pomocy ręcznej, stosowanej podczas porodu drogami naturalnymi w położeniu miednicowym, mającej na celu urodzenie główki płodu w przypadku braku jej spontanicznego porodu, polegająca na przygięciu główki płodu i trakcji w obrębie ramion.

## Sposób wykonania
Do pomocy ręcznej sposobem Veita-Smelliego przystępuje się bezzwłocznie po urodzeniu się barków i kończyny górnej. W tym celu ręką odpowiadającą grzbietowi płodu („zewnętrzną”) unosi się go za kończyny dolne w kierunku pachwiny i spojenia łonowego rodzącej, a rękę odpowiadającą twarzy płodu („wewnętrzną”) wprowadza się do pochwy od strony zagłębienia krzyżowo-biodrowego i dochodzi do twarzy płodu. Następnie palec środkowy umieszcza się w ustach płodu, palce wskazujący i serdeczny opiera po obu stronach szczęki, a płód układa „na jeźdźca” (lewa nóżka i rączka po lewej stronie przedramienia, prawa nóżka i rączka po prawej stronie przedramienia). Rękę zewnętrzną układa się widełkowato na karku płodu. Ruch ręki wewnętrznej będzie w dalszym postępowaniu dokonywał przygięcia głowy w celu jej urodzenia, a jednocześnie, gdy główka jest dobrze przygięta, wykonuje się zwrot wewnętrzny, zmieniając płaszczyznę główki ze skośnego do prostego. Doprowadza to do przejścia główki w płaszczyźnie podpotyliczno-ciemieniowej. Po dokonaniu zwrotu wewnętrznego płód pociąga się aż do ukazania się okolicy podpotylicznej przed szparą sromową. Dalsze rodzenie się główki odbywa się bardzo powoli przez podnoszenie płodu do góry i jego powolne odginanie, aż do całkowitego urodzenia.

## Odwrócony sposób Mauriceau-Veita-Smelliego
Znajduje zastosowanie, gdy główka znajduje się we wchodzie z nieprawidłowym zwrotem (twarz kieruje się pod spojenie łonowe zamiast w kierunku kości krzyżowej). Polega na wytoczeniu główki w okolicy potylicy po tylnym kroczu. Palec środkowy wprowadza się do ust płodu i dokonuje przygięcia, a tułów płodu przemieszcza łukowato do góry aż do całkowitego urodzenia.